# Comuna Breci, Koriukivka
Breci (în ucraineană Бреч) este o comună în raionul Koriukivka, regiunea Cernihiv, Ucraina, formată din satele Breci (reședința), Hovdiivka, Hurînivka, Lubeneț, Nova Hurînivka și Ozeredî.

## Demografie
Componența lingvistică a comunei Breci
     Ucraineană (95,65%)
     Rusă (4,16%)
     Alte limbi (0,19%)
Conform recensământului din 2001, majoritatea populației comunei Breci era vorbitoare de ucraineană (95,65%), existând în minoritate și vorbitori de rusă (4,16%).